# Ashley Williams (fotbalista)
Ashley Errol Williams (* 23. srpna 1984 Wolverhampton, Anglie, Spojené království) je bývalý britský fotbalový obránce a bývalý reprezentant Walesu, který naposledy působil v Bristolu City. Jeho nejznámější a nejdelší angažmá bylo ve Swansea City, za které hrál přes 8 let.

## Klubová kariéra
- West Bromwich Albion FC (mládež)
- Hednesford Town FC 2001–2003
- Stockport County FC 2003–2008
- →  Swansea City AFC (hostování) 2008
- Swansea City AFC 2008–2016
- Everton FC 2016–2019
- Stoke City FC (hostování) 2018–2019
- Bristol City FC 2019–2020

Williams hrál v mládí v mládežnických týmech anglického klubu West Bromwich Albion FC (do svých 16 let).
Poté působil v seniorské kopané v anglických klubech Hednesford Town FC (2001–2003) a Stockport County FC (2003–2008). V roce 2008 přestoupil do velšského mužstva Swansea City AFC. V létě 2016 přestoupil do Evertonu.

## Reprezentační kariéra
Svůj debut za velšské reprezentační A-mužstvo absolvoval 26. 3. 2008 v přátelském utkání v Lucemburku proti týmu Lucemburska (výhra 2:0). Později se stal kapitánem reprezentačního týmu.
Se svým mužstvem se mohl v říjnu 2015 radovat po úspěšné kvalifikaci z postupu na EURO 2016 ve Francii (byl to premiérový postup Walesu na evropský šampionát). V závěrečné 23členné nominaci na šampionát nechyběl.